# 이순신처 방씨 고신교지
이순신처 방씨 고신교지(李舜臣妻 方氏 告身敎旨)는 1598년(조선 선조 31년) 노량해전에서 전사한 이순신에게 우의정이 증직된 후 그 처인 상주 방씨를 정경부인으로 봉하면서 내린 교지이다. 방씨 부인은 보성군수를 역임한 방진(方震)의 딸이다. 상주 방씨는 온양 방씨(溫陽 方氏)로 합본되었다.

## 개요
1591년 11월 26일에 이순신의 처 방씨(方氏)에게 ‘淑夫人’을 내리는 교지. 당시 이순신이 절충장군전라좌도수군절도사(折衝將軍全羅左道水軍節度使)였으므로 경국대전에 의하여 부군의 직을 따라 ‘淑夫人’을 내린 것이다. 정경부인은 경국대전의 규정에 따라 정·종 1품 문무관의 처에게 내리는 명호(名號)로 외명부 부인으로서는 최상급의 품계이다.